# Андраде, Либрадо
Либрадо Андраде (исп. Librado Andrade; 2 ноября 1978, Хесус дел Монте, Гуанахуато, Мексика) — мексиканский боксёр-профессионал, выступающий во 2-й средней весовой категории.

## Профессиональная карьера

### 1999—2006
Дебютировал в августе 1999 года.
В апреле 2006 года в элиминаторе Либрадо Андраде техническим нокаутом в 7-м раунде победил Отиса Гранта.

### 24 марта2007Миккел Кесслер—Либрадо Андраде
- Место проведения:  Паркен, Копенгаген, Дания
- Результат: Победа Кесслера единогласным решеним в 12-раундовом бою
- Статус:  Чемпионский бой за титул WBC во 2-м среднем весе (1-я защита Кесслера); чемпионский бой за титул WBA во 2-м среднем весе (4-я защита Кесслера)
- Рефери: Лоуренс Коул
- Счет судей: Том Миллер (120—108), Том Казмарек (120—108), Джон Кин (120—108) — все в пользу Кесслера
- Вес: Кесслер 76,20 кг; Андраде 76,20 кг
- Трансляция: HBO BAD
- Счёт неофициального судьи: Харольд Ледерман (119—109 Кесслер)

В марте 2006 года в Данни состоялся бой двух непобеждённых боксеров — Либрадо Андраде и чемпиона мира во 2-м среднем весе по версия WBC и WBA датчанина Миккела Кесслера. Кесслер доминировал весь бой. Мексиканец много ударов пропускал, и сам часто промахивался. По окончании поединка все судьи поставили одинаковый разгромный счёт 120-108 в пользу Кесслера.

### 21 июля2007Либрадо Андраде —Тед Маллер
- Место проведения:  Мандалей Бей Ресорт энд Касино, Лас-Вегас, Невада, США
- Результат: Победа Андраде техническим нокаутом во 2-м раунде в 8-раундовом бою
- Статус: Рейтинговый бой
- Рефери: Тони Уикс
- Время: 1:48
- Вес: Андраде 76,2 кг; Маллер 76,2 кг
- Трансляция: HBO PPV
- Счёт неофициального судьи: Харольд Ледерман (56—57 Мак)

В октябре 2007 года Либрадо Андраде вышел на ринг против Теда Маллера. В конце 1-го раунда Маллер пропустил множество ударов и был на грани нокаута. В середине 2-го раунда Андраде провёл правый кросс в голову. Маллер отошёл к канатам. Андраде попытался его добить. Тут вмешался рефери и прекратил бой. Комментатор HBO назвал решение превосходным. Однако публика недовольно загудела. Маллер не согласился с решением. Поединок проходил в рамках шоу, организованного телеканалом HBO, главным событием которого был 2-й бой Бернард Хопкинс — Рональд Райт.

### 6 октября2007Либрадо Андраде —Юсеф Мэк
- Место проведения:  Мандалей Бэй Ресорт энд Касино, Лас-Вегас, Невада, США
- Результат: Победа Андраде техническим нокаутом в 7-м раунде в 12-раундовом бою
- Статус: Рейтинговый бой
- Рефери: Джей Нейди
- Время: 2:34
- Вес: Андраде 76,2 кг; Мак 76,2 кг
- Трансляция: HBO PPV
- Счёт неофициального судьи: Харольд Ледерман (10—58 Андраде)

В октябре 2007 года Либрадо Андраде вышел на ринг против Юсефа Мэка. В середине 1-го раунда Мэк провёл длинный левый апперкот в челюсть. Мексиканец пошатнулся и упал на канвас. Он поднялся на счёт 5. После возобновления боя Мэк не форсировал бой. В середине 7-го раунда Андраде провёл серию ударов в голову. Мэк отошёл к канатам, и видя, что атака будет продолжена, опустился на колено. Он поднялся на счёт 3. Андраде бросился добивать американца. Мэк пропустил несколько хуков в голову, и вновь сам опустился на колено. Он поднялся на счёт 3. Андраде кинулся добивать его. Он провёл несколько хуков в голову, и левый апперкот в челюсть. Мэк опять опустился на колено. Рефери Джей Нейди прекратил бой, не открывая счёт. Американец с решеним не спорил. Поединок проходил в рамках шоу, организованного телеканалом HBO, главным событием которого был 2-й бой Мэнни Пакьяо — Марко Антонио Баррера.

### 22 марта2008Либрадо Андраде —Роберт Штиглиц
- Место проведения:  Моронго Касино Ресорт энд Спа, Кабазон, Калифорния, США
- Результат: Победа Андраде техническим нокаутом в 8-м раунде в 12-раундовом бою
- Статус:  Отборочный бой за титул IBF во 2-м среднем весе
- Рефери: Рэй Корона
- Время: 1:53
- Вес: Андраде 75,10 кг; Штиглиц 75,60 кг
- Трансляция: HBO BAD
- Счёт неофициального судьи: Харольд Ледерман (69—64 Андраде)

В марте 2008 года Андраде встретился с немцем Робертом Штиглицем. Мексиканец доминировал в бою. В середине 8-го раунда он встречным правым кроссом пробил в голову. Штиглиц отлетел к канатам. Андраде прижал его к ним и начал добивать, выбросив несколько хуков, кроссов и апперкотов. Штиглиц не отвечал. Рефери вмешался и прекратил поединок. Немец решение не оспаривал.

### 24 октября2008Лучиан Буте—Либрадо Андраде
- Место проведения:  Белл Центр, Монреаль, Квебек, Канада
- Результат: Победа Буте единогласным решением в 12-раундовом бою
- Статус: Чемпионский бой за титул IBF во 2-м среднем весе (2-я защита Буте)
- Рефери: Марлон Райт
- Счет судей: Алекс Левин (117—109), Бенуа Россель (115—111), Микки Вон (115—110) — все в пользу Буте
- Вес: Буте 76,2 кг; Андраде 76,1 кг
- Трансляция: Showtime ShoBox

В октябре 2008 года состоялся бой между Либрадо Андраде и Лучианом Буте. Чемпион доминировал большую часть боя. В середине 10-го раунда Буте провёл встречный правый хук в голову противника. Андраде упал на канвас, но сразу же поднялся. Рефери отсчитал нокдаун. Мексиканец не согласился с ним. В 12-м раунде боксёры пошли в размен, в котором преуспел претендент. Буте пытался спастись от ударов в клинчах. В конце 12-го раунда Андраде провёл несколько ударов в голову. Румын попытался войти в клинч, но повис на канатах. Андраде тут же выбросил левый хук в голову. Буте попятился назад и прошёл весь ринг спиной до канатов. Мексиканец догнал его и выбросил левый хук в челюсть. Буте заклинчевал. Рефери разнял их. Чемпион попятился левым боком через ринг и добрался до канатов. Андраде вновь его догнал и выбросил акцентированный левый крюк в открытую челюсть. Буте рухнул на канвас. Рефери отогнал претендента и начал отсчёт. Буте, шатаясь, еле поднялся. Рефери досчитал до 6, внезапно прекратил счёт, и, обратившись к претенденту, потребовал зайти в противоположный угол. Через несколько секунд рефери начал считать во 2-й раз. Он вёл отсчёт с 6, и довёл его до 10. В это время прозвучал гонг. Комментатор Showtime Ник Чарльз высказал удивление, что рефери долго считал. На рефери сразу же набросились люди из угла мексиканца. Их утихомирили представители организаторов боя. Единогласным решением судей победу получил Лучиан Буте. По окончании боя эксперт Showtime Стив Фархуд взял интервью у рефери Марлон Райт. Журналист заметил, что рефери досчитал до 6, затем взял перерыв, чтобы указать Андраде на угол, а затем опять начал отсчёт с 6. Рефери объяснил это тем, что мексиканец покинул угол.